# Albania en el Festival de la Canción de Eurovisión 2018
Albania participará en el Festival de la Canción de Eurovisión 2018. La cadena pública albanesa, Radio Televizioni Shqiptar, seleccionó a su representante a través de la preselección Festivali i Këngës 56, en el cual salió victorioso Eugent Bushpepa con «Mall».

## Historia de Albania en Eurovisión
Hasta la edición de 2018, Albania ha participado catorce veces en Eurovisión tras su debut en 2004. El mejor resultado de Albania se dio en 2012, logrando una quinta posición en la final con "Suus", de Rona Nishliu. Hasta ahora la nación balcánica ha estado presente en siete de las finales. El año pasado, en 2017, se quedaron en la semifinal, al no lograr clasificarse con "World, tema interpretado por Lindita Halimi y con el que logró una decimocuarta posición en la semifinal, con 76 puntos.

## Preselección

### Festivali i Këngës 56
La edición número 56 del Festivali i Këngës albanés se utilizó como método de selección para determinar el artista y la canción que les representarán en Eurovisión 2018. La competición consistió en dos semifinales, que tendrían lugar el 21 y 22 de diciembre de 2017, y una final en el 23 de diciembre de 2017.

#### Canciones participantes
| Artista                    | Canción           | Traducción al español | Música (m) / Letra (l)                           |
| -------------------------- | ----------------- | --------------------- | ------------------------------------------------ |
| AkullThyesit               | "Divorci"         | Divorcio              | Bledar Shishmani (m/l)                           |
| Artemisa Mithi             | "E dua botën"     | Me encanta el mundo   | Flamur Shehu (m) / Agim Doçi (l)                 |
| Bojken Lako                | "Sytë e shpirtit" | Los ojos del alma     | Bojken Lako (m/l)                                |
| Denisa Gjezo               | "Zemër ku je"     | Amor, dónde estás     | Mario Deda (m) / Aurel Thëllimi (l)              |
| Elton Deda                 | "Fjalët"          | Palabras              | Elton Deda (m) / Orges Toçe (l)                  |
| Endri & Stefi              | "Mesazh"          | Mensaje               | Endri Prifti (m/l)                               |
| Ergi Bregu                 | "Bum bum"         | Bum bum               | Klodian Rexhepaj (m) / Ergi Bregu-Latifllari (l) |
| Eugent Bushpepa            | "Mall"            | Anhelo                | Eugent Bushpepa (m/l)                            |
| Evans Rama                 | "Gjurmët"         | Rastros               | Genti Lako (m) / Migjena Lako (l)                |
| Genc y David Tukiçi        | "Të pandarë"      | Inseparable           | Genc Tukiçi (m) / Agim Xheka (l)                 |
| Inis Neziri                | "Piedestal"       | Pedestal              | Gridi Kraja (m) / Florian Zyka (l)               |
| Lorela Sejdini             | "Pritëm edhe pak" | Espérame un poco más  | Florent Boshnjaku (m) / Yll Limani (l)           |
| LYNX                       | "Vonë"            | Tarde                 | LYNX (m/l)                                       |
| Manjola Nallbani           | "I njëjti qiell"  | El mismo cielo        | Elgit Doda (m) / Rozana Radi (l)                 |
| Mariza Ikonomi             | "Unë"             | Yo                    | Mariza Ikonomi (m) / Florian Zyka (l)            |
| NA y Festina Mezini        | "Tjetër jetë"     | Otra vida             | Kreshnik Koshi (m/l)                             |
| Orgesa Zaimi               | "Ngrije zërin"    | Alza la voz           | Briz Musaraj (m) / Olti Curri (l)                |
| Redon Makashi              | "Ekziston"        | Existes               | Redon Makashi (m) / Timo Flloko (l)              |
| Rezarta Smaja & Luiz Ejlli | "Ra një yll"      | Una estrella ha caído | Edmond Zhulali (m) / Agim Doçi (l)               |
| Tiri Gjoci                 | "Orë e ndalur"    | Reloj parado          | Enis Mullaj (m) / Tahir Gjoci (l)                |
| Voltan Prodani             | "E pamundur"      | Imposible             | Voltan Prodani (m) / Zhuliana Jorganxhi (l)      |
| Xhesika Polo               | "Përjetë"         | Para siempre          | Marko Polo (m) / Endrit Mumajesi (l)             |

#### Semifinales
El 19 de diciembre de 2017, la RTSH reveló la distribución de los artistas en las dos semifinales del Festivali i Këngës.
| N.º | Artista                    | Canción           |
| --- | -------------------------- | ----------------- |
| 1   | Elton Deda                 | "Fjalët"          |
| 2   | Mariza Ikonomi             | "Unë"             |
| 3   | Endri & Stefi              | "Mesazh"          |
| 4   | Evans Rama                 | "Gjurmët"         |
| 5   | Genc y David Tukiçi        | "Të pandarë"      |
| 6   | Voltan Prodani             | "E pamundur"      |
| 7   | Eugent Bushpepa            | "Mall"            |
| 8   | Rezarta Smaja y Luiz Ejlli | "Ra një yll"      |
| 9   | Bojken Lako                | "Sytë e shpirtit" |
| 10  | Manjola Nallbani           | "I njëjti qiell"  |
| 11  | Redon Makashi              | "Ekziston"        |

| Draw | Artist              | Song              |
| ---- | ------------------- | ----------------- |
| 1    | Orgesa Zaimi        | "Ngrije zërin"    |
| 2    | Denisa Gjezo        | "Zemër ku je"     |
| 3    | NA & Festina Mezini | "Tjetër jetë"     |
| 4    | Lorela Sejdini      | "Pritëm edhe pak" |
| 5    | Artemisa Mithi      | "E dua botën"     |
| 6    | Ergi Bregu          | "Bum bum"         |
| 7    | Akullthyesit        | "Divorci"         |
| 8    | Xhesika Polo        | "Përjetë"         |
| 9    | Inis Neziri         | "Piedestal"       |
| 10   | Tiri Gjoci          | "Orë e ndalur"    |
| 11   | LYNX                | "Vonë"            |

#### Final
La final tuvo lugar el 23 de diciembre de 2017. Catorce temas se clasificaron de las dos semifinales - ocho en la primera y seis en la segunda. El ganador fue decidido por un jurado compuesto por cinco miembros.
| N.º | Artista                    | Canción           | Posición |
| --- | -------------------------- | ----------------- | -------- |
| 1   | Redon Makashi              | "Ekziston"        | 2        |
| 2   | NA y Festina Mejzini       | "Tjetër jetë"     | N/A      |
| 3   | Voltan Prodani             | "E pamundur"      | N/A      |
| 4   | Denisa Gjezo               | "Zemër ku je"     | N/A      |
| 5   | Tiri Gjoci                 | "Orë e ndalur"    | N/A      |
| 6   | Orgesa Zaimi               | "Ngrije zërin"    | N/A      |
| 7   | Rezarta Smaja y Luiz Ejlli | "Ra një yll"      | N/A      |
| 8   | Artemisa Mithi             | "E dua botën"     | N/A      |
| 9   | Manjola Nallbani           | "I njëjti qiell"  | N/A      |
| 10  | Inis Neziri                | "Piedestal"       | 3        |
| 11  | Bojken Lako                | "Sytë e shpirtit" | N/A      |
| 12  | Mariza Ikonomi             | "Unë"             | N/A      |
| 13  | Eugent Bushpepa            | "Mall"            | 1        |
| 14  | Elton Deda                 | "Fjalët"          | N/A      |

## En Eurovisión
El Festival de la Canción de Eurovisión 2018 tendrá lugar en el Altice Arena de Lisboa, Portugal y consistirá en dos semifinales el 8 y 10 de mayo y la final el 12 de mayo de 2018. De acuerdo con las reglas de Eurovisión, todas las naciones con excepción del país anfitrión y los "5 grandes" (Big Five) deben clasificarse en una de las dos semifinales para competir en la Gran Final; los diez mejores países de cada semifinal avanzan a esta final. Albania será de la primera semifinal, actuando en el puesto número 3.